# 伊瓦瓦

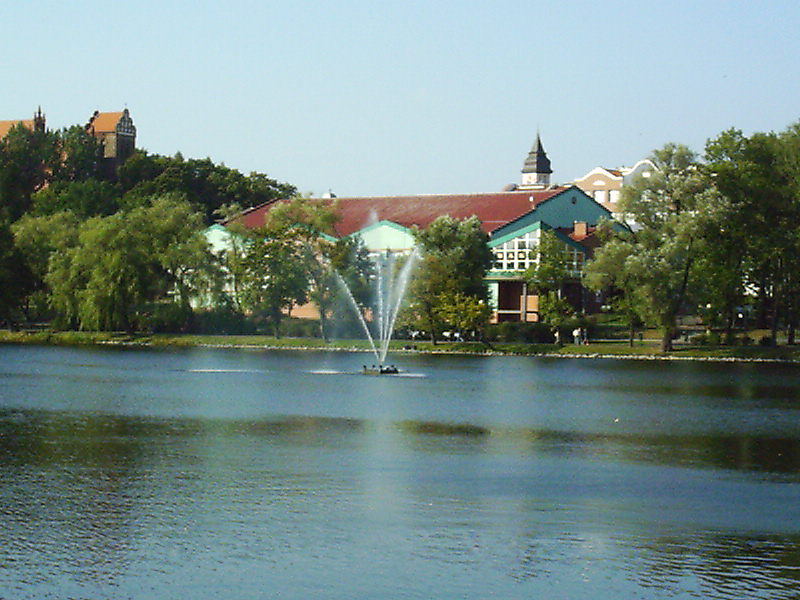
伊瓦瓦

伊瓦瓦（波蘭語： (波蘭語：[iˈwava] ⓘ，直译：「德意志埃勞」 [dɔʏtʃ ˈʔaɪlaʊ] ⓘ）是波蘭的城鎮，位於該國北部，由瓦爾米亞-馬祖里省負責管轄，由條頓騎士團始建於1305年，面積21.88平方公里，最高點海拔高度150米，該鎮約四分之三建築物在第二次世界大戰期間被破壞。1945年後，由德國劃歸波蘭人民共和國。此地2006年人口32,326。

## 友好城市
- 荷蘭托倫 1994年
- 立陶宛加爾格日代 1998年
- 德国赫爾博恩 1998年

## 外部連結
- Map, from mapa.szukacz.pl （页面存档备份，存于）

53°36′N 19°34′E / 53.600°N 19.567°E